# Laurent Reth
Laurent Reth was een Belgisch boogschutter.

## Levensloop
Reth behaalde goud op de wereldkampioenschappen van 1932.